# Чемпионат Европы по подводному ориентированию 2014
24-й чемпионат Европы по подводному ориентированию проводился в Дьекенеше (Венгрия) с 16 по 24 августа 2014 года.

## Участники
Участие в чемпионате приняли спортсмены из следующих стран: Чехия, Хорватия, Франция, Венгрия, Россия, Эстония, Германия, Сербия, Украина, Казахстан.

## Призёры

### Мужчины
| Дисциплина           | Золото                                                                        | Золото | Серебро                                                               | Серебро | Бронза                                                                        | Бронза |
| -------------------- | ----------------------------------------------------------------------------- | ------ | --------------------------------------------------------------------- | ------- | ----------------------------------------------------------------------------- | ------ |
| Ориентиры 5 точек    | Петер Балаж · Венгрия                                                         | 2475   | Евгений Золотов · Украина                                             | 2470    | Александр Золотов · Украина                                                   | 2435   |
| Параллель            | Александр Золотов · Украина                                                   |        | Якуб Немечек · Чехия                                                  |         | Егор Кашеваров · Россия                                                       |        |
| Зоны                 | Евгений Золотов · Украина                                                     | 2240   | Петер Балаж · Венгрия                                                 | 2235    | Александр Золотов · Украина                                                   | 2220   |
| Звезда               | Петер Балаж · Венгрия                                                         | 2630   | Евгений Золотов · Украина                                             | 2600    | Мартон Меде · Венгрия                                                         | 2555   |
| Карта                | Александр Золотов · Максим Котов · Украина                                    | 4636   | Виктор Трифонов · Виктор Семёнов · Россия                             | 4608    | Петер Балаж · Мартон Меде · Венгрия                                           | 4600   |
| Групповое упражнение | Егор Кашеваров · Виктор Семёнов · Виктор Трифонов · Владислав Павлов · Россия | 8179   | Силард Вильхельм · Кароли Дуншт · Мартон Меде · Петер Балаж · Венгрия | 8167    | Евгений Золотов · Александр Золотов · Максим Котов · Антон Михайлов · Украина | 7588   |

### Женщины
| Дисциплина           | Золото                                                                     | Золото | Серебро                                                                    | Серебро | Бронза                                                                          | Бронза |
| -------------------- | -------------------------------------------------------------------------- | ------ | -------------------------------------------------------------------------- | ------- | ------------------------------------------------------------------------------- | ------ |
| Ориентиры 5 точек    | Ольга Талдонова · Россия                                                   | 2252   | Елена Минская · Россия                                                     | 2220    | Анна Анохина · Россия                                                           | 2164   |
| Параллель            | Анна Анохина · Россия                                                      |        | Саша Милош · Хорватия                                                      |         | Каталин Хатази · Венгрия                                                        |        |
| Зоны                 | Зузана Степанкова · Чехия                                                  | 1943   | Вендула Ресова · Чехия                                                     | 1899    | Катарина Бенк · Германия                                                        | 1826   |
| Звезда               | Зузана Степанкова · Чехия                                                  | 2383   | Ольга Талдонова · Россия                                                   | 2331    | Анна Анохина · Россия                                                           | 2303   |
| Карта                | Катарина Бенк · Бабетта Фюрстенберг · Германия                             | 4436   | Элиска Вилимова · Зузана Степанкова · Чехия                                | 4348    | Паскаль Шведерле · Флоренц Плётц · Франция                                      | 4112   |
| Групповое упражнение | София Вагнер · Каталин Хатали · Лилла Гурисатти · Дора Берекмери · Венгрия | 7840   | Лиза Шефер · Катарина Бенк · Паула Крюгер · Бабетта Фюрстенберг · Германия | 7405    | Елена Минская · Анна Анохина · Ольга Талдонова · Анастасия Красненкова · Россия | 6919   |